# Амук-Бэй (гидроаэропорт)
Гидроаэропорт Амук-Бэй (англ. Amook Bay Seaplane Base), (ИАТА: AOS, FAA LID: AK81) — частный гражданский гидроаэропорт, расположенный в городе Амук-Бэй (Аляска), США.
Несмотря на то, что в классификации Федерального управления гражданской авиации США гидроаэропорт зарегистрирован как частный, регулярное воздушное сообщение с городом Кадьяк субсидируется за счёт средств Федеральной программы США Essential Air Service (EAS) по обеспечению воздушного сообщения между небольшими населёнными пунктами страны.

## Операционная деятельность
Гидроаэропорт Амук-Бэй расположен на уровне моря и эксплуатирует одну взлётно-посадочную полосу для приёма гидросамолётов:
- N/S размерами 2438 х 213 метров.[1]

За период с 12 июня 1978 года по 12 июня 1979 года Гидроаэропорт Амук-Бэй обработал 170 операций взлётов и посадок самолётов (14 операций ежемесячно). Из них 71 % пришлось на авиацию общего назначения и 29 % рейсов — на аэротакси.